# Cabot, Vermont
Cabot är en ort i Washington County i delstaten Vermont, USA.